# Reizei
Cesarz Reizei (jap. 冷泉天皇 Reizei tennō; ur. 950 –  zm. 1011) – 63. cesarz Japonii, według tradycyjnego porządku dziedziczenia.
Przed wstąpieniem na tron nosił imię książę Norihira (jap. 憲平親王 Norihira shinnō).
Reizei panował w latach 967-969.
Mauzoleum cesarza Reizei znajduje się w Kioto. Nazywa się ono Sakuramoto no misasagi.